# 우편

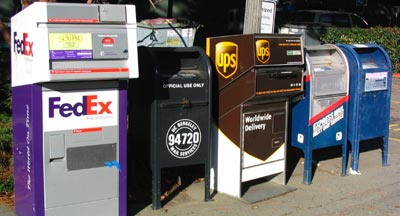
우체통의 사진.

우편(郵便, 영어: mail, post)은 봉투와 조그마한 꾸러미로 봉합된 기록 문서, 포장된 물건들(우편물)을 전 세계의 어느 곳이든 배달하는 제도 또는 업무를 말한다.
물론, 우편물의 의미로 사용되기도 하며, 메일(mail), 엽서, 편지로 불리기도 한다. 보통 우표를 붙여 보내는데, 대한민국 우체국에서는 집배원들이 주소를 기준으로 분류하여 이륜자동차 또는 소형트럭으로 배달한다.
우편 당국은 종종 편지 운송 이외의 기능을 수행한다. 일부 국가에서는 우편, 전신 및 전화(PTT) 서비스가 전화 및 전신 시스템 외에도 우편 시스템을 감독한다. 일부 국가의 우편 시스템에서는 저축 계좌를 허용하고 여권 신청을 처리한다.
1874년 설립된 만국 우편 연합(UPU)은 192개 회원국을 포함하고 있으며 유엔 전문 기구으로서 국제우편교환에 관한 규정을 정하고 있다.

## 역사
중개자가 한 사람이나 장소에서 다른 사람이나 장소로 전달한 서면 문서를 통한 의사소통 관행은 거의 확실히 문자의 발명으로 거슬러 올라간다. 그러나 공식 우편 시스템의 개발은 훨씬 나중에 이루어졌다. 서면 문서의 보급을 위해 조직된 택배 서비스를 사용한 최초의 기록된 기록은 이집트에서 파라오가 택배를 사용하여 국가 영토 전체에 법령을 보냈던 곳이다(기원전 2400년). 현존하는 가장 오래된 우편물도 기원전 255년의 이집트 우편물이다.

## 우편의 종류
- 통상우편과 소포우편
- 일반우편과 특별우편
- 국내우편과 국제우편
- 육상우편과 해상우편 및 항공우편

## 같이 보기
- 전자 우편
- 군사 우편(영어판)